# Le Désert de Pigalle
Pour plus de détails, voir Fiche technique et Distribution.
Le Désert de Pigalle est un film français réalisé par Léo Joannon, sorti en 1958.

## Contexte
Le film se déroule à Paris, durant la fin des années 1950, époque à laquelle il a été tourné.

## Résumé
L'abbé Janin est un jeune prêtre catholique qui travaille dans un bar dans le quartier parisien de Pigalle et il espère, grâce à cette activité professionnelle, tout à fait ordinaire dans ce quartier, apporter de l'aide à quelques filles de joie qu'il compte sauver du trottoir. La tâche est difficile dans un quartier sur lequel le milieu règne en maître et où la loi du silence est la règle.
Il reçoit l'aide de Josy, une jeune fille, prostituée indépendante et très volontaire, mais il doit également se heurter à Maurice un proxénète notoire qui tient quelques rues adjacentes du bar sous sa coupe.
Le prêtre n'a pas pu aider Véra, une jeune prostituée qui s'est fait battre à mort par les hommes de Maurice sur le soupçon d'avoir parlé à la police. Celle-ci s'était fait dénoncer par Josy qui l'a livrée aux souteneurs alors que Véra s'était réfugiée chez l'homme d'église. Josy apprenant sa mort (pensant que la jeune fille avait simplement «reçu une bonne leçon»), elle se rend compte de son erreur. Elle se sent dès lors responsable de la mort de cette collègue, et aide le prêtre qui a été renvoyé de son emploi de garçon de café. Elle lui apprend à ouvrir les huitres pour trouver un autre emploi.
Chassé du bar par son patron, sous les "conseils" éclairés de Maurice, le prêtre finit trouver par un travail d'écailleur d'huîtres chez Minouche, restauratrice de Pigalle. Menacée par le souteneur, celle-ci ne cède pas et décide de garder Janin. Celui-ci a en fait décidé d'aider Malou, une autre prostituée menacée par René,  un homme de Maurice, et la cache chez Josy. Mais Maurice et ses hommes la retrouvent et l'emmènent. Malou, prisonnière des souteneurs, doit être envoyée au Liban soi-disant comme danseuse, au travers d'un système qu'on dénomme à l'époque la  « traite des Blanches » (le terme est d'ailleurs évoqué dans le film).
Habillé dans sa tenue de curé, Janin décide de récupérer Malou dans l'hôtel qui sert de quartier général et de maison de passe à Maurice et sa bande. Contre toute attente, le curé résiste aux hommes de Maurice et casse la grande fenêtre du hall de l'hôtel, attirant ainsi les passants de la rue,  ce qui lui permet d’emmener Malou au nez et à la barbe des truands, médusés. Maurice cède donc mais il finit par le regretter très rapidement. Parvenu à la mission, l'abbé Janin est gentiment sermonné par son évêque, qui condamne toute violence : si on te frappe sur la joue, tu doit tendre l'autre, lui rappelle-t-il.

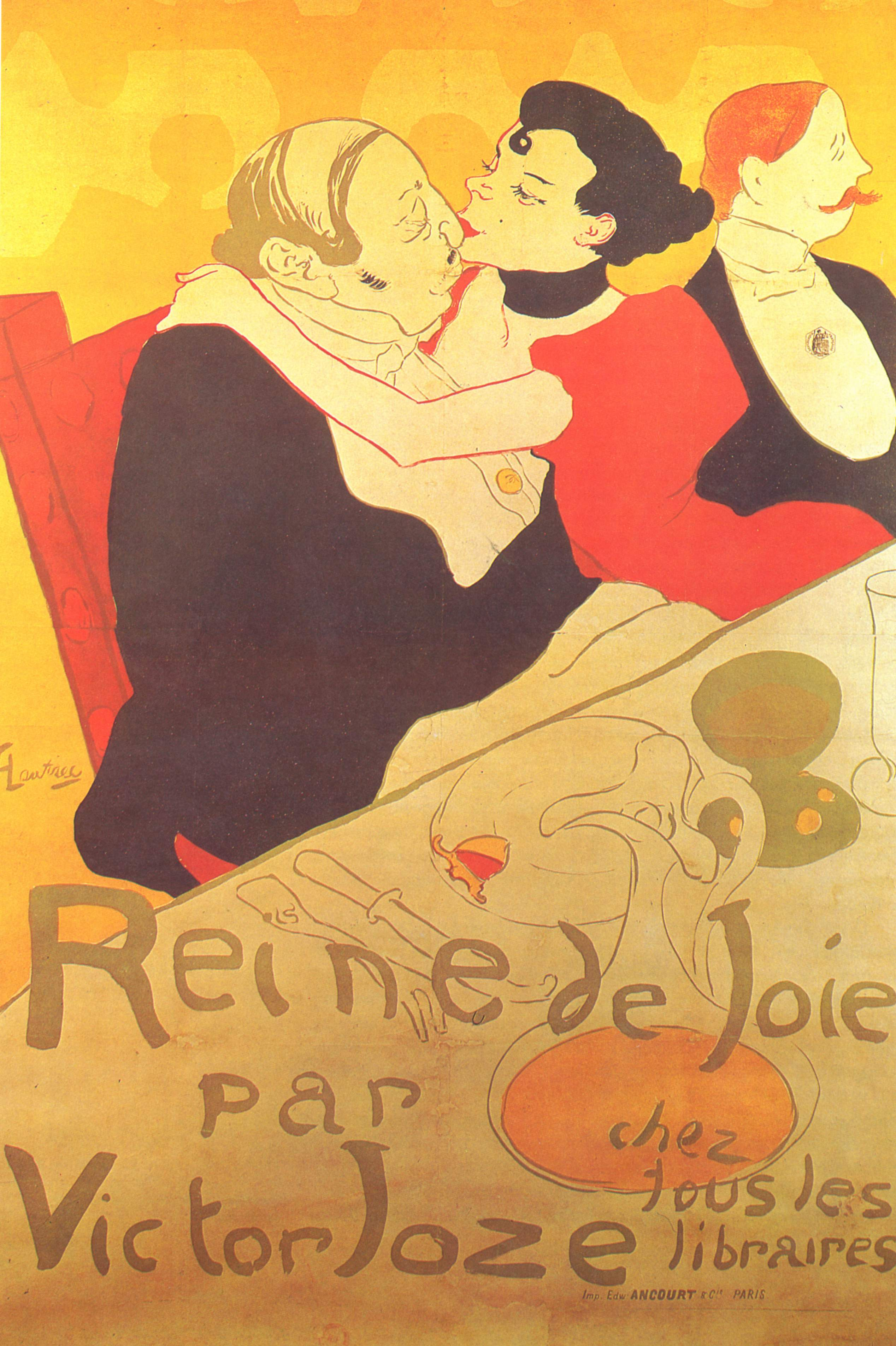
Tableau « Reine de Joie » d'Henri de Toulouse-Lautrec (Musée d’Ixelles)

Pendant ce temps là, la police recherche les assassins de Véra et suspecte la bande à Maurice. Celui-ci est très énervé et demande au prêtre de quitter le quartier, car il pense que Janin est la source de tous ses problèmes. Janin refuse clairement. Les truands de Maurice décident de donner une bonne leçon au prêtre en le rossant sévèrement, mais celui-ci, obéissant aux consignes de non-violence de son évêque, subit les coups sans résistance. Maurice répète ensuite sa demande mais Janin refuse toujours de quitter le quartier et le proxénète lui brise alors l'épaule. Josy, prévenu par un ami arrive et prend le prêtre en charge. Elle le déshabille en partie et l'installe sur son lit. Celle-ci profite du fait que Janin a perdu connaissance pour essayer de l'embrasser, mais celui-ci se réveille et la repousse.
Georgette - la serveuse d'un bar où travaillait Janin - veut se marier avec Gégé, le frère de Véra, et Josy comprend que celui-ci, oisif sans revenu, veut la forcer à devenir prostituée. Elle décide de rencontrer Gégé et celui-ci lui confirme ce fait : il a monté une embrouille en accord avec René, proxénète notoire pour pousser Georgette sur le trottoir. Ils lui font croire que Gégé est endetté à la suite d'une partie de cartes et qu'il risque d'être tué si celui-ci ne rembourse pas sa dette avant minuit.
Le prêtre s'en sort avec une luxation et de nombreux traumatismes. À l'hôpital, le médecin, qui l’ausculte, exige le repos absolu pendant au moins un mois car la colonne vertébrale est touchée. Sur son lit d'hôpital, le prêtre apprend les déboires de Georgette et décide de sortir pour aller la sauver. Informé par Mme Cazeneuve, il apprend également que Josy, jalouse de Georgette, est dans le complot pour forcer la jeune bonne à accepter de se prostituer.
Janin arrive trop tard. Poussée par Josy qui accepter de la prêter le remboursement de la prétendue dette de Gégé, Georgette s'être prostituée avec le client américain de Josy. Le prêtre l’informe qu'elle a été trompée et que sa faute est donc moins grande. Il veut la sauver et décide de lui faire quitter Paris. Alors qu'il s'apprête à monter dans un taxi, Josy arrive et déclare son amour au prêtre, mais Janin l'informe qu'il a décidé de partir dans une maison de repos à Croissy où il cachera Georgette. Josy lui donne l’enveloppe contenant l’argent destiné à Gégé.
La police continue son enquête et réussit à faire parler l'ancien patron de bar où travaillait Janin, qui explique que Josy connait le nom des assassins de Véra... Pendant ce temps là, Gégé décide de faire parler Josy afin de savoir où Georgette est partie. Il la suit chez elle, mais il la blesse très grièvement d'un coup de couteau quasiment devant les yeux de Maurice et ses hommes. La police arrive sur les entrefaites chez Josy et embarque tout le monde : Maurice, Gégé, René et les gangsters en prison. Josy est évacuée mourante dans une ambulance. Le véhicule sanitaire traverse une procession de jeunes communiants qui chantent dans la rue des chants religieux, entraînant Josy dans un repentir mystique avant de fermer ses yeux.

## Fiche technique
- Titre français : Le Désert de Pigalle
- Réalisation : Léo Joannon
- Scénario : Hervé Bromberger, Serge Groussard et Jacques Sigurd
- Décors : Robert Dumesnil
- Photographie : André Bac
- Montage : Jean Feyte
- Son : Pierre-Henri Goumy
- Musique : Marguerite Monnot
- Production : Michel Safra et Serge Silberman
- Sociétés de production : Play Art et Speva Films
- Directeur de production : Henri Baum
- Pays de production :  France
- Format : Noir et blanc - Mono
- Genre : drame
- Durée : 100 minutes
- Date de sortie : 
  - France : 2 avril 1958

## Distribution
- Annie Girardot : Josy
- Pierre Trabaud : Janin
- Léo Joannon : Maurice
- Nelly Vignon : Georgette
- Jess Hahn : Bill
- Pierre Jolivet : Gégé
- Milly Mathis : Minouche
- Claire Guibert : Malou
- Monique Vita : Véra
- Sylvie Adassa : Simone
- Jean-Louis Le Goff : M.. Cazeneuve
- Nicolas Amato : Giuseppe
- Jannick Arvel : Paulette
- Geneviève Beau : La Religieuse
- René Bergeron
- François Darbon
- Michel Etcheverry : Le Radiologue
- Paul Faivre : L'Aumonier
- Georges Géret : René
- Mona Goya : Delmine
- Claude Le Lorrain : L'Abbé
- Charles Lemontier : Le Clochard
- Ginette Maddie : Mme Rita
- Jacqueline Marbaux : Lucette
- Jean-Marie Rivière : Raymond
- Jackie Sardou : Mme Cazeneuve
- Pierre Durou
- Yves Arcanel
- Josette Arno
- Paul Barge

## Commentaires
Ce film est consacré à la vocation des prêtres, leurs vies et à la lutte qu'ils doivent effectuer pour assumer leur foi.
Le mot « désert » distingue chaque quartier de Paris, au niveau apostolique. Il désigne pour l'Église catholique, les lieux où des prêtres sont missionnés par l'évêché, afin d'aider les personnes dont l'état de misère peut entraîner dans un état de péché. Le désert de Pigalle est l'un d'entre eux. C'est le lieu choisi par ce jeune prêtre pour porter la bonne parole et aider les âmes perdues (le terme est utilisé dans le film). Celui-ci fera également le choix de travailler dans un bar pour approcher le plus possible des personnes concernées par sa mission. Le fait est assez étonnant, car en 1954, le pape Pie XII avait formellement interdit aux prêtres ouvriers de travailler et ira même interdire dès 1959 (l'année qui suit la sortie du film) à ceux-ci d'être salariés.

Le terme « désert » rappelle également un passage du Nouveau testament : 
« Alors Jésus fut emmené par l'Esprit dans le désert, pour être tenté par le diable... »
Le film y fait directement référence, le milieu de la prostitution pouvant être considéré comme un lieu de tentation, le prêtre rejetant les avances de la prostituée Josy, un acte qui sera à l'origine de la jalousie de la jeune femme, et de l'agression contre l'homme d'église et qui, par contrecoup, sera fatale à Josy.
Le film évoque également l'activité de la prostitution en France, quelques années après l'application de la loi Marthe Richard de 1946 qui avait aboli le régime de la prostitution réglementée en France précédent établi en 1804, et également imposé la fermeture des maisons closes (ou « maisons de tolérance »). Une ordonnance de 1958 (donc votée juste après la sortie du film) va faciliter le travail de la police de répression de la prostitution et faire passer le racolage du statut de délit, difficile à réprimer, à celui de simple contravention.

## Autour du film
- Il s'agit de la quatrième réalisation de Léo Joannon, liée à la prêtrise, à la foi et à la rédemption, après Le Défroqué, Le Secret de sœur Angèle et L'Homme aux clés d'or, tous tournés dans les années 1950.
- La compositrice française Marguerite Monnot, créatrice de nombreuses chansons interprétées par Édith Piaf, dont Milord et L'hymne à l'amour est l'auteur de la musique du film.
- Un autre film a été tourné la même année dans ce même quartier de Pigalle, il s'agit du film d'André Berthomieu, dénommé En légitime défense qui évoque également les bars et le milieu du gangstérisme.